# Isidor Zabludowski

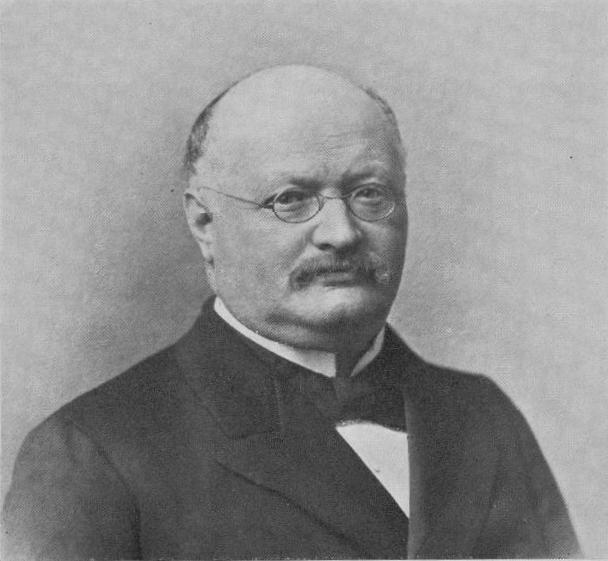
Isidor Zabludowski

Isidor Zabludowski, Izrail (Isidor) Wieniaminowicz Zabłudowski (ros. Израиль (Исидор) Вениаминович Заблудовский, ur. 30 lipca 1850 lub 8 lutego 1851 w Białymstoku, zm. 24 listopada 1906 w Berlinie) – rosyjsko-niemiecki lekarz i pisarz żydowskiego pochodzenia. Profesor tytularny, wykładowca wydziału medycznego Uniwersytetu Fryderyka Wilhelma w Berlinie. Twórca własnej metody masażu i autor prac na ten temat w języku rosyjskim i niemieckim. 
Studiował medycynę w Sankt Petersburgu, dyplom otrzymał 1 maja 1882. Następnie służył w armii jako lekarz wojskowy, w pułku kozaków pod Plewną. Odznaczony Orderem św. Stanisława II klasy. 
W 1896 został profesorem tytularnym na Uniwersytecie Fryderyka Wilhelma w Berlinie.
W wieku 12 lat napisał powieść Ha-Yaldut we-ha-Shaharut, wydaną w Wilnie w 1863.

## Prace
- Der Verhornungsprocess während des Embryonallebens. Mitth. a. d. embryol. Inst. d. k. k. Univ. in Wien, 1880
- Die Massage gesunder Menschen. Petersburg 1882
- Материалы к вопросу о действии массажа на здоровых людей. Санкт-Петербург: тип. Я. Трея, 1882
- Die Bedeutung der Massage für die Chirurgie und ihre physiol. Grundlagen. v. Langenb. Arch. 29, 1883
- Ueber die physiologische Bedeutung der Massage. Centralblatt für die medicinischen Wissenschaften 21 (14), 1883.
- Physiologische Wirkungen der Massage und allgemeine Betrachtungen über dieselbe im Dienste der Chirurgie, ihre Indicationen und Technik. (v. Langenb. Arch.  XXXI, 1884)
- Die Bedeutung der Massage für die Chirurgie und ihre physiologischen Grundlagen, 1884
- Behandlung von Drucklähmungen durch Massage (1890)
- Ein Fall von Friedreich'scher. Ataxie; Behandlung durch Massage, 1896.
- Bemerkungen zur Massagetherapie in der Chirurgie. Volkmann's Samml. 1898
- Лечение массажем в хирургии на основании наблюдений в Berlin'ской хирургической клинике. Санкт-Петербург: тип. Я. Трей, 1898
- Zur Therapie der Impotentia virilis. Ztschr. f. diät. u. physik. Ther. III, 1899
- Die Klavierspielerkrankheit. v. Langenb. Arch. 1900
- Техника массажа. 1902
- Körperliche Uebungen in kranken Tagen. Krankenpflege 2, ss. 481-491, 1902
- Körperliche Uebungen in kranken Tagen. Bl. f. Volksgsndhtspflg. 3, ss. 33; 49, 1903
- Физические упражнения при болезненных процессах: Сообщ. в Berlin'ск. о-ве нар. здравия. [Санкт-Петербург]: тип. Я. Трей, ценз. 1903
- Technique du massage. Traduit sur la 2e édition allemande par A. Zaguelmann. G. Steinheil: Paris, 1904
- Die Behandlung der chronischen Obstipation; Anwendung und Technik der Massage, 1905
- Massage im Dienste der Kosmetik[1]. (1905)
- L'enseignement du massage à l'Université de Berlin. Rev. de cinésie 8, ss. 16-24, 1906
- Zabludowski's Technik der Massage. 3. Aufl., bearb. von J. Eiger. Leipzig: Thieme, 1911 (3 ed.)